# Bawu (Kemusu)
Bawu is een bestuurslaag in het regentschap Boyolali van de provincie Midden-Java, Indonesië. Bawu telt 4063 inwoners (volkstelling 2010).